# یوان ویزیتیو
یوان ویزیتیو (انگلیسی: Ioan Vizitiu؛ زادهٔ ۳ february ۱۹۷۰ (۵۵ سال)) ورزشکار روئینگ اهل رومانی است.
وی در مسابقات کشوری و بین‌المللی در مجموع برندهٔ ۲ مدال نقره، ۱ مدال برنز شده‌است.